# Iglesia de San Miguel (Hamburgo)
Para otras iglesias bajo la misma advocación, ver Iglesia de San Miguel.

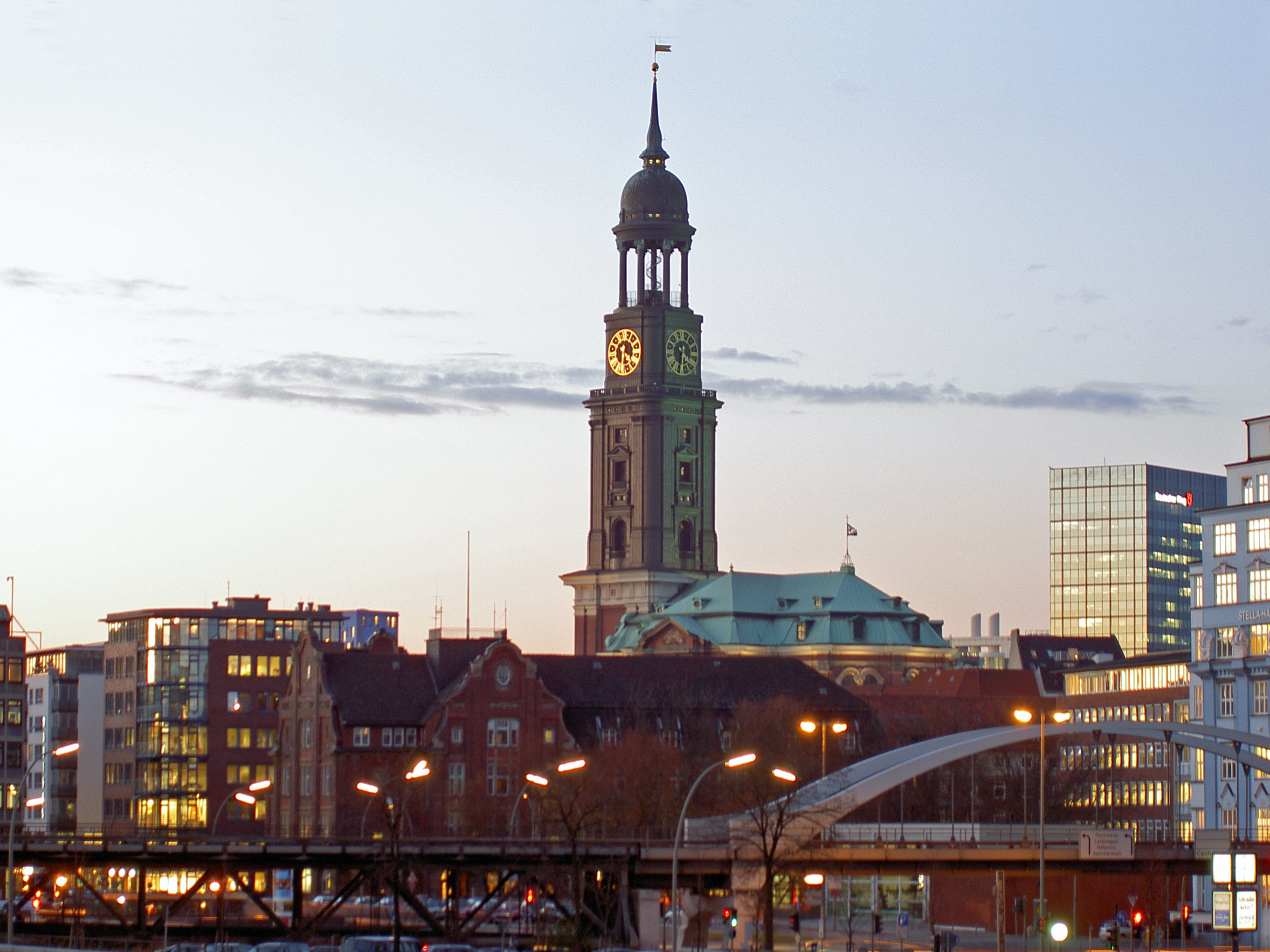
Vista lejana de la iglesia

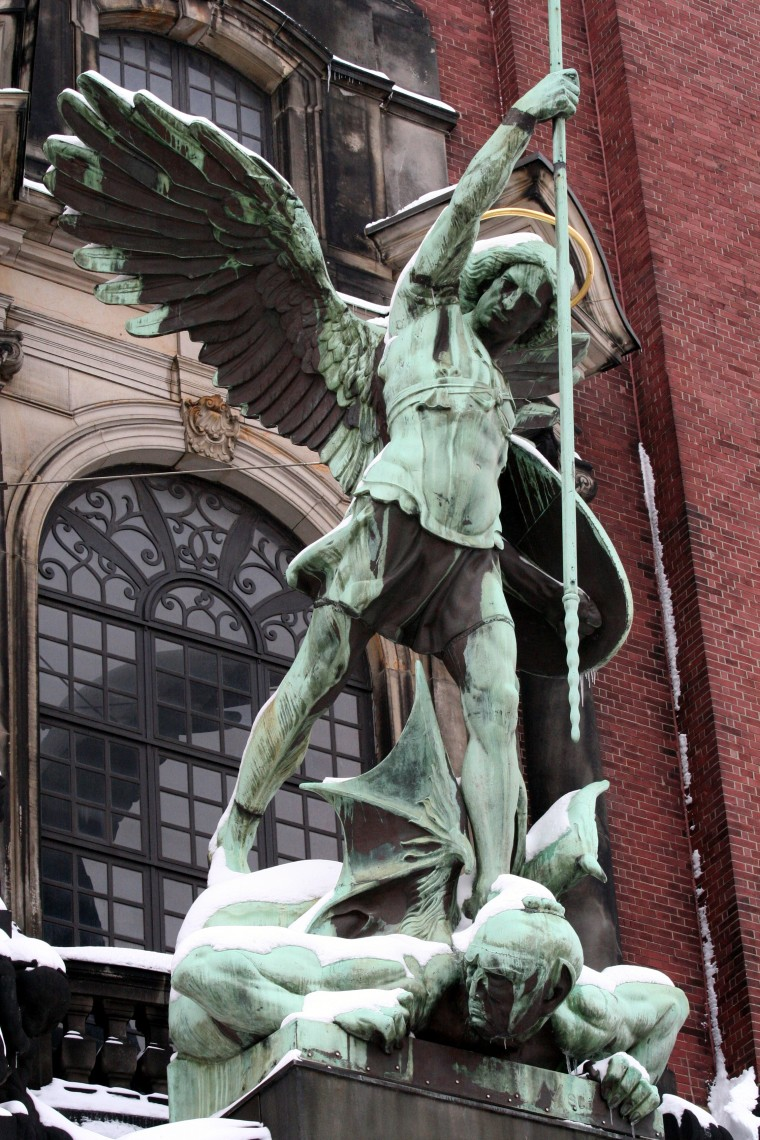
Vista del árcangel

La iglesia de San Miguel (en alemán: Hauptkirche St. Michaelis Michel), llamada por los alemanes "Der Michel", es una de las cinco principales iglesias protestantes (Hauptkirchen) de Hamburgo y una de las más famosas de la ciudad, siendo un símbolo de Hamburgo.
Construida bajo la advocación de San Miguel Arcángel, se encuentra sobre el pórtico de la iglesia, una estatua de bronce, que muestra al arcángel conquistando al diablo.
La iglesia actual, es la tercera construcción en este lugar. 
La primera fue construida entre 1647 y 1669. Se convirtió en la iglesia de la nueva ciudad (Neustadt), que había sido creada en 1625 dentro de las nuevas murallas de la ciudad. 
En 1687 "Der Michel" se convirtió en la quinta iglesia principal y la nueva ciudad se convirtió en parroquia. Esa iglesia fue destruida el 10 de mayo de 1750 por un rayo. 
En 1786 una nueva construcción, siguiendo el diseño de Johann Leonhard Prey y Ernst Georg Sonnin fue completada. Esta es la iglesia que conocemos hoy en día.
En la cripta está enterrado el músico Carl Philipp Emanuel Bach.
Tiene un elevador que permite subir hasta el mirador situado en lo alto de la torre.

## En la cultura popular
Es aquí donde transcurre el final del libro "Historia de una gaviota y del gato que le enseño a volar", del autor Chileno Luis Sepulveda